# Angerona selectaria
Angerona selectaria là một loài bướm đêm trong họ Geometridae.